# Min första kärlek
Ej att förväxla med filmen Min stora kärlek.
Min första kärlek (engelska: Little Manhattan) är en amerikansk långfilm från 2005 i regi av Mark Levin, med Josh Hutcherson, Charlie Ray, Bradley Whitford och Cynthia Nixon i rollerna.

## Handling
Gabe (Josh Hutcherson) och Rosemary (Charlie Ray) har känt varandra nästan hela livet, men när de hamnar ansikte mot ansikte på en karatelektion ser de plötsligt varandra i ett helt nytt ljus. Gabe försöker lära sig att förstå sig på kärleken som ibland är bra och ibland dålig. Samtidigt håller Gabes föräldrar på att gå igenom en skilsmässa.

## Rollista
| Josh Hutcherson  | – Gabe           |
| Charlie Ray      | – Rosemary       |
| Bradley Whitford | – Adam           |
| Cynthia Nixon    | – Leslie         |
| Willie Garson    | – Ralph          |
| Tonye Patano     | – Birdie         |
| J. Kyle Manzay   | – Master Coles   |
| Josh Pais        | – Ronny          |
| John Dossett     | – Mickey Telesco |
| Talia Balsam     | – Jackie Telesco |
| Jonah Meyerson   | – Sam            |
| Michael Bush     | – Max            |
| Brian W. Aguiar  | – Jacob          |
| Nick Cubbler     | – Daryl Kitzens  |
| Anthony Laflamme | – Tim Staples    |
| Mike Chat        | – Sig Själv      |
| Loston Harris    | – Sig Själv      |